# Ресурсы (психология)
Используются отличающиеся, но связанные друг с другом понятия психологических ресурсов человека.
1. Психические возможности лиц, в основном зрелого возраста, активно включенных в разные сферы жизнедеятельности, по выполнению целенаправленной активности, сопряжённой с высокими психофизиологическими затратами.[1]
2. Психические возможности человека по преодолению стрессовых ситуаций, в том числе каждодневного характера.
3. Психические возможности по поддержанию здоровья и благополучия на внутриличностном, социальном и средовом уровнях.[2]

Ресурсы, вместе с задатками и способностями входят в одну область психики, психических явлений человека, связанную и направленную на обеспечение всякого рода деятельность, жизнедеятельность вообще, включая жизнестойкость.

## Использование понятий «ресурс» и «потенциал» в психологии
Понятие «ресурс» и близкое к нему понятие «потенциал» широко применяется в психологии. Проблема  потенциала является объектом изучения ряда авторов (А. Адлер, З. Фрейд, Э. Фром, К. Юнг, С. Л. Рубинштейн и др.). В психологии труда исходят из понимания, что для успешного выполнения профессиональной деятельности, особенно в неблагоприятных условиях, человек вынужден прибегать к использованию внутренних потенциалов , имеющихся у него резервов и дополнительных ресурсов (внутренних и внешних).

Отмечая значимость изучения ресурсов человека, знаменитый отечественный психолог, академик АПН СССР, создатель системной модели человекознания с центральной ролью в ней психологии Б. Г. Ананьев писал: 
«для социального прогнозирования необходимы научные знания о резервах и ресурсах самого человеческого развития, еще крайне недостаточно используемых обществом»
Общенаучное употребление понятия «потенциал» своими корнями уходит в философию Аристотеля, который рассматривал «акт и потенции личности». По Аристотелю, бытие делится на «потенциальное» и «актуальное», а личностное развитие рассматривается как процесс перехода от первого ко второму.
В. А. Ганзен и Л. А. Головей используют понятие «потенциал развития». Указанные авторы выделяют детерминанты и потенции (потенциалы) индивидуального развития человека. Потенциалы развития включают индивидные, субъектные и личностные особенности, которые, преобразуясь под влиянием выполняемой деятельности, составляют своеобразное сочетание потенциалов развития человека. В научной психологии исследователи активно используют (и раскрывают) понятия «личностный потенциал» — при анализе карьерного успеха (Почебут Л. Г., Чикер В. А. , 2000), «потенциал личности» — при анализе саморегуляции (Леонтьев Д. А., 2000, 2006), а также понятия «интеллектуальный потенциал» человека, «интеллектуально-личностный потенциал» (Корнилова Т. В., 2007), «творческий потенциал» человека, и др.
А. Г. Маклаков в 1996 г. ввел понятие «личностный адаптационный потенциал» (ЛАП), под которым понимается взаимосвязанные особенности личности, определяющие эффективность адаптации и вероятность сохранения профессионального здоровья. К составу ЛАП отнесены следующие показатели: уровень нервно-психической устойчивости; самооценка; уровень конфликтности; морально-нравственные качества; ориентация на существующие нормы поведения.
В современной научной литературе по психологии понятие потенциал человека, в том числе личностный потенциал употребляется наравне (и в связи) с понятием ресурс. Например, в одном и том же научном тексте одновременно используются термины «ресурсный потенциал» (образовательного пространства) и «потенциальный ресурс» (развития образования). Чаще всего, говоря о потенциале человека, имеют в виду его интеллектуальные (ментальные), личностные, нравственные и др. ресурсы.
Исследователи исходят предположения (или понимания) того, что существует некоторая совокупность свойств человека, рассматриваемая как внутренний потенциал (ресурс), который обеспечивает возможность успешного освоения профессии, высокоэффективную профессиональную деятельность и развитие человека как профессионала. Эта совокупность свойств С. А. Дружилов в 2002 г. обозначил как «индивидуальный ресурс профессионального развития» (ИРПР) и в последующих публикациях развивал концепцию становления профессионализма человека как реализации его ИРПР.
Понятие «ментальный ресурс» представлено в исследовании С. А. Хазовой. «Ментальный ресурс — это содержательная, относительно устойчивая характеристика внутреннего мира субъекта, это актуальное психическое свойство, проявляющееся в конкретной деятельности и оказывающее прямое влияние на ее эффективность». При этом ментальные ресурс видится как потенциально представленный в опыте человека, а в качестве определяющих выступают интра-субъектные условия — «внутренний мир человека». Феномен «ментальные ресурсы» может включать довольно широкий круг психических явлений: общие и специальные способности, стили и пр.
В. А. Толочек кроме интра-субъектных ресурсов (ресурсов внутри субъектов) выделяет и интер-субъектные (ресурсы не только вовне субъектов, но и между субъектами взаимодействий). На основе эмпирических исследованиях автор установил, что ресурсы выступают как избирательно актуализируемые условия внутренней и внешней среды субъекта, изменяющие силу влияния и валентность (знак), определяющие социальную успешность субъекта выше «среднего» (среднестатистической). Позднее Толочек выделил также внесубъектные ресурсы — эффекты взаимодействия индивидуальности человека с условиями социальной среды (например, с типичными условиями родительской и своей семьи, рабочей микросреды, с условия социальной мезо- и макросреды).